# Picolit
Il Picolit (pronuncia corretta picolìt, dall'omonima voce in lingua friulana, che indica le ridotte dimensioni del peduncolo, pecol o picol) è un vitigno a bacca bianca autoctono del Friuli conosciuto ed apprezzato in tutto il mondo. 
La particolarità di questo vitigno sta nel fatto che a causa di un difetto di impollinazione, sui grappoli si sviluppano pochi acini. La scarsa quantità di chicchi su ogni grappolo fa sì che a maturazione raggiunta diventino particolarmente dolci.
La successiva vinificazione dà luogo ad un vino dalla spiccata dolcezza che può essere anche affinato in barrique.